# Charles Plumet
Charles Plumet (n. 17 mai 1861, Cirey⁠(d), Meurthe, Franța – d. 15 aprilie 1928, Paris, Franța) a fost un arhitect, decorator⁠(d) și ceramist francez.

## Viața
Charles Plumet s-a născut în 1861. A devenit arhitect și a proiectat clădiri în stilul medieval și în stilul Renașterii franceze timpurii. A colaborat cu Tony Selmersheim (1871–1971) la designul de interioare și de mobilier în forme Art Nouveau. Charles Plumet a devenit membru al l'Art dans Tout (Arta în Tot), o asociație de arhitecți, pictori și sculptori care a încercat în mod activ să reînnoiască arta decorativă între 1896 și 1901, urmând stiluri de la cele medievale adaptate până la Art Nouveau. Alți membri au fost Tony Selmersheim, Henri Sauvage⁠(d), Henri Nocq, Alexandre Charpentier⁠(d), Félix Aubert⁠(d), Jean Dampt⁠(d) și apoi Étienne Moreau-Nélaton⁠(d).
Plumet era adeptul funcționalismului și era împotriva abordării academice a École des Beaux-Arts. În 1902, el a exprimat principiul conform căruia „formele derivă din nevoi”. În 1907, a publicat două articole despre arhitectura regională în L'Art et les artistes, în care spunea că arhitectura trebuie să fie unită cu peisajul. A scris un articol în care l-a lăudat pe Louis Bonnier⁠(d) (1856-1946), despre care credea că a adaptat cu atenție forme la contexte și nevoi, dar a respins arhitectura care imita peisajul. El spunea că arhitectura ar trebui „să se dezvolte în cadrul său ca o floare sau o plantă”. Cu toate acestea, el a exprimat opinia funcționalistă conform căreia proiectanții ar trebui să adauge elemente precum balcoane, terase, pridvoare sau frontoane „după cum sugerează contextul” pentru a exprima „nevoile locuitorului în ceea ce privește climatul, orientarea și priveliștea”.
La începutul secolului al XX-lea, parteneriatul dintre Selmersheim și Plumet a devenit principala companie Art Nouveau din Paris. Aceștia au încercat să îmbine inovațiile britanice și belgiene în materie de design cu gustul francez. Rezultatele puteau fi grațioase. Fațadele lui Plumet includeau adesea materiale policrome, ferestre în bovindouri și galerii deschise pe o parte. Cu toate acestea, clădirile nu erau deosebit de inovatoare, cu excepția adăugării de ornamente curbilinii, care erau neobișnuite la acea vreme. Gustave Soulier a considerat că Plumet și Selmersheim au fost cu adevărat inovatori în ceea ce privește designul mobilierului, care îmbina manopera, eleganța și funcționalitatea.
În 1908, Frantz Jourdain⁠(d) a fost președinte al Salon d'automne, Plumet era vicepreședinte și Henri Sauvage⁠(d) era președintele secției pentru arhitectură. Cei trei au fost vizitați pe rând de Charles-Edouard Jeanneret, cunoscut mai târziu sub numele de Le Corbusier, care era în căutarea unui loc de muncă. Niciunul dintre ei nu putea oferi ceva semnificativ. Plumet a fost arhitectul-șef al Exposition Internationale des Arts Décoratifs, Paris (1925).
Charles Plumet a murit în 1928.

## Exemple de clădiri
Plumet a fost arhitectul a numeroase blocuri de apartamente și hoteluri particuliere din arondismentul 16 din Paris. Printre exemplele de clădiri rezidențiale scumpe din Paris sunt Avenue de Raymond-Poincaré nr. 67 (1895), Avenue Victor Hugo nr. 67 (1900–1) și Boulevard Lannes nr. 15 și 21 (1906). Casa de pe Avenue de Raymond-Poincaré, finalizată în 1898, a fost prima lucrare majoră a lui Plumet și Selmersheim. Avea o formă rectilinie simplă, cu o utilizare foarte restrânsă a decorului în stil belgian, și pare să fie derivată din renașterea renascentistă. Un contemporan a lăudat clădirea de pe bulevardul Lannes pentru „jocul de solide și goluri, pentru ondulațiile fațadelor în acord cu dispunerea apartamentelor." Printre alte clădiri se numără Château de Chênemoireau, Loire-et-Cher (1901) și un bloc de birouri pe Rue du Louvre nr.33, Paris (1913–14).

Plumet a fost însărcinat cu proiectarea intrărilor exterioare ale stațiilor Pelleport, Saint-Fargeau și Porte des Lilas de pe linia 3bis a metroului din Paris, care a fost finalizată în decembrie 1920. Plumet a proiectat stațiile astfel încât ascensoarele să fie accesibile direct de la suprafață. Cele trei stații sunt realizate din beton armat si ciment de Grenoble; ele sunt decorate cu ceramică realizată de Gentil & Bourdet. Stațiile sunt accesibile doar cu lifturile. Plumet a proiectat patru turnuri pentru expoziția din 1925, fiecare dintre ele având un restaurant regional de unde mesenii puteau privi orașul. De asemenea, el a proiectat și palatul meșteșugarilor.

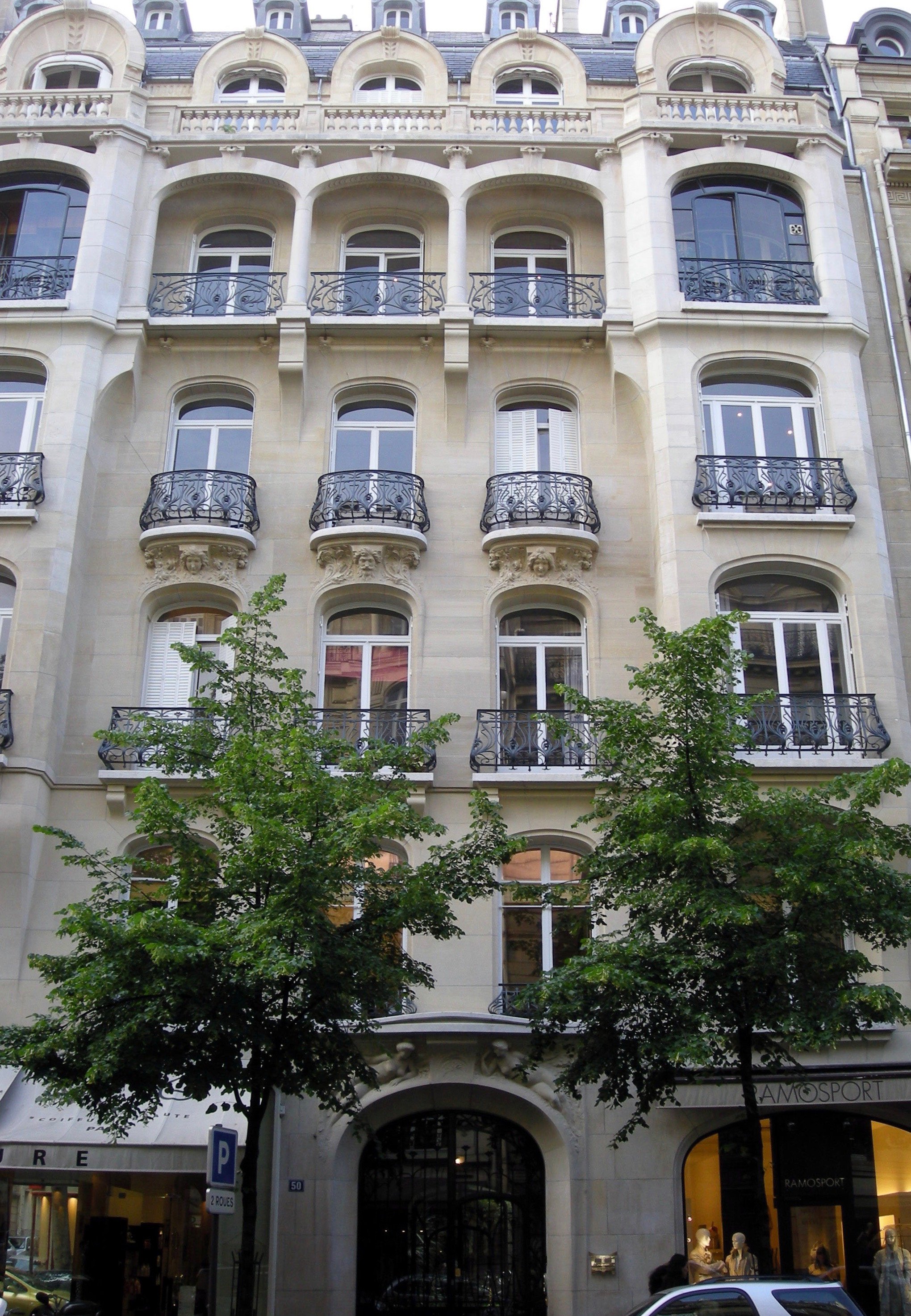
Bulevardul Victor Hugo nr. 50, arondismentul 16 Paris
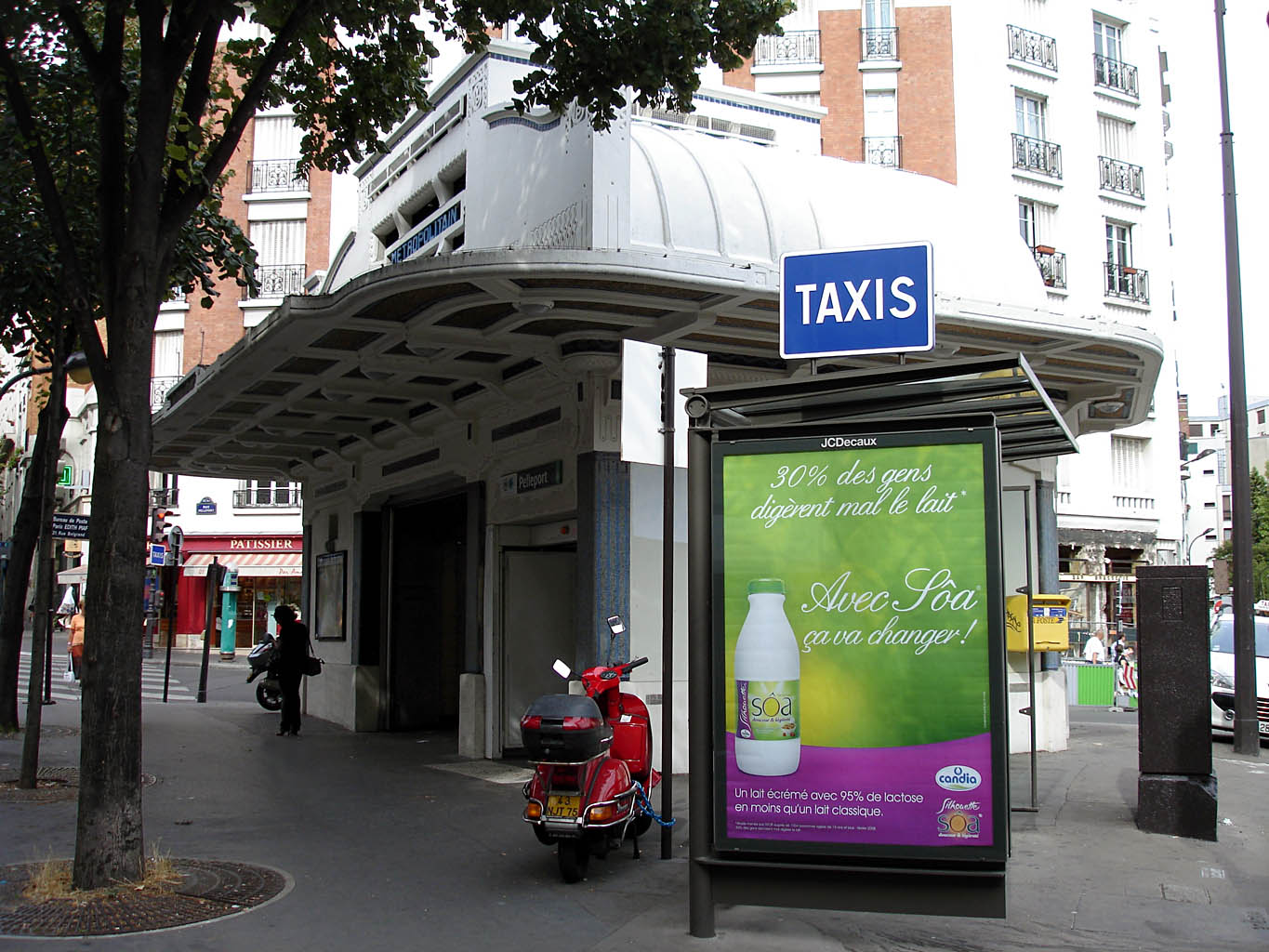
Intrarea în stația Pelleport⁠(d)